# Adrien Duport
Adrien Duport, francoski pravnik in politik,*24. februar 1759, Pariz, † 6. julij 1798, Gais, Appenzell Ausserrhoden.
Bil je izvoljen v Narodno skupščino Francije leta 1789 in je sprva kot jakobinec zagovarjal francosko revolucijo, a je nato pobegnil v Švico.